# Jandira
Jandira is een gemeente in de Braziliaanse deelstaat São Paulo. De gemeente telt 112.130 inwoners (schatting 2009).

## Aangrenzende gemeenten
De gemeente grenst aan Barueri, Carapicuíba, Cotia en Itapevi.